# Lucjan Polak
Lucjan Polak (ur. 28 czerwca 1935 w Hayange, zm. 31 sierpnia 2015 w Warszawie) – polski dyplomata, konsul generalny RP w Mediolanie (do 1993) oraz w Brukseli (1996–1998).

## Życiorys
Urodził się w rodzinie emigrantów polskich we Francji. Wieloletni pracownik Ministerstwa Spraw Zagranicznych. Konsul Generalny RP w Mediolanie (do 1993) oraz w Brukseli (od ok. 1996 do 1998). Znał język francuski, niemiecki i włoski.
Syn Szczepana i Weroniki. Żonaty z Krystyną (1940–2022), ojciec Anny i Małgorzaty.
Pochowany na Cmentarzu Komunalnym Północnym w Warszawie.